# Burmeistera breviflora
Burmeistera breviflora är en klockväxtart som först beskrevs av Henry Allan Gleason, och fick sitt nu gällande namn av Franz Elfried Wimmer. Burmeistera breviflora ingår i släktet Burmeistera och familjen klockväxter.
Artens utbredningsområde är Colombia. Inga underarter finns listade i Catalogue of Life.